# Bel Ami (Unternehmen)
Bel Ami ist ein ab dem Jahr 1996 in Monterey, Kalifornien registriertes Markenzeichen des Slowaken Lanning Jánošov, der unter dem Namen George Duroy (aus dem Roman Bel-Ami von Guy de Maupassant) gewerbsmäßig auftritt. Als Hersteller der Produkte für diese Marke (überwiegend Pornofilme, speziell mit schwulen jungen Darstellern) ist auf der Website »Belamionline« die Firma Multimedia Services a. s., gegründet 2003, mit Sitz in Bratislava angegeben (Stand 2008). Die Vertriebsfirma dieser Marke – zumindest in den USA – heißt Bel Ami Video und hat ihren Sitz in Monterey in Kalifornien.

## Geschichte
Die ersten Filmproduktionen (Accidental Lovers und Sauna Paradiso) wurden 1993 hergestellt. Die meisten Bel Ami-Darsteller stammen aus der Slowakei oder Tschechien. Produziert hat die Firma in der Anfangszeit im Wesentlichen für den US-amerikanischen Markt. In Europa wurden die Videos in den ersten Jahren nicht verkauft. Begründet wurde dies damit, die Privatsphäre der Darsteller im eigenen Land schützen zu wollen, denn ein großer Teil der Stars der Anfangszeit hat sich als heterosexuell oder zumindest bisexuell bezeichnet.

## Inhalte
Die Bandbreite der Bel Ami-Produkte reicht von Hardcore-Pornofilmen über Softcore-Videos bis hin zu Kalendern, Postkarten und Fotobänden, die seit 1996 im Bruno Gmünder Verlag erschienen. Viele der Bildbände entstanden in Zusammenarbeit mit dem Fotografen Howard Roffman. Die Bel Ami-Models Dolph Lambert und Kris Evans standen außerdem für den im April 2012 erschienenen Stellungsratgeber 69 Positions Modell.

### Barebacking-Problematik
In den letzten Jahren standen das Label Bel Ami und die Verkäufer der Videos oftmals in der Kritik für die drastisch zunehmende Produktion von Videos, die die Darsteller explizit bei ungeschütztem Sex zeigen. Am 26. November 2013 veröffentlichte das Label das nach Herstellerangabe weltweit größtbesetzte schwule Barebacking-Orgienvideo mit insgesamt 24 Darstellern, die gleichzeitig neben- und miteinander ungeschützt verkehren.

## Darsteller bei BelAmi
Star der ersten Bel Ami-Filme ist Johan Paulik, der zu den bekanntesten Pornodarstellern der schwulen Szene überhaupt gehört. Er verkörpert das jungenhafte Ideal aller Bel Ami-Videos. Das bedeutet, dass die Darsteller sehr junge Gesichter haben und die glatten Körper wenig Körperbehaarung aufweisen. Sowohl der Körperbau als auch Geschlechtsmerkmale wie Gliedgröße und Dichte der Schambehaarung deuten jedoch darauf hin, dass die Darsteller deutlich volljährig sind. Zusammen mit seinen Kollegen Lukas Ridgeston und Ion Davidov gehörte Paulik zu einem festen Stamm an Darstellern, die den Ruf Bel Amis als Boy-Video-Studio begründeten. Im Laufe der Zeit durften die genannten Stars sich optisch weiterentwickeln und maskulinere sowie trainiertere Körper präsentieren. Grundsätzlich gilt aber immer noch für einen Großteil der Darsteller bei Bel Ami, dass sie der Altersgruppe zwischen 18 und Mitte zwanzig angehören und überwiegend jungenhaft wirken.

### Bekannte Pornodarsteller (Auswahl)
Einige Pornodarsteller, die bei Bel Ami unter Vertrag stehen oder standen, sind:
- Johan Paulik
- Lukas Ridgeston
- Ion Davidov
- Tim Hamilton
- Tommy Hansen
- Kris Evans
- Ralph Woods
- Mick Lovell
- Jerome Reynolds
- Sebastian Bonnet
- Julian Armanis
- Danny Saradon
- Jason Paradis
- Josh Elliot
- Tobias Hayek
- Matt Phillipe
- Johnny Bloom
- Benjamin Bloom
- Dolph Lambert
- Ariel Vanean
- Trevor Yates
- Jack Harrer
- Kevin Warhol
- Andre Boleyn
- Jim Kerouac
- Ariel Vanean
- Joel Birkin
- Christian Lundgren
- Andrei Karenin
- Antony Lorca